# 발레리 게르기예프
발레리 게르기예프(러시아어: Валерий Гергиев, 1953년 5월 2일 ~ )는 러시아의 지휘자이다.

## 생애
모스크바의 오세트인 가정에서 태어났다. 지휘자 일리야 무신을 사사했다.
1978년 키로프 극장(현 마린스키 극장) 부지휘자를 맡은 것을 시작으로 바이에른 국립 극장, 로테르담 필하모니 교향악단 등의 지휘를 맡았다.

## 정치 활동
음악 평론가 앨릭스 로스에 따르면 게르기예프는 푸틴의 러시아 정권의 지지자이다. 2012년 러시아 대통령 선거 때에는 푸틴의 텔레비전 대선 캠페인 광고에 출연하기도 했다. 2022년 러시아가 우크라이나를 침공한 뒤, 뮌헨 시장 다이터 라이터는 게르기예프에게 공개적으로 전쟁에 대한 입장을 밝히라고 요구했다. 3월 1일 뮌헨 시장은 답변을 듣지 못했다며 뮌헨 필하모니 관현악단 수석지휘자의 계약을 해지했다.